# Capelle-les-Grands
Capelle-les-Grands è un comune francese di 401 abitanti situato nel dipartimento dell'Eure nella regione della Normandia.

## Società

### Evoluzione demografica
Abitanti censiti